# 天和国际中心
天和国际中心（CIC）是位于中国重庆的一座超高层摩天大楼，楼体约290m高。项目于2012年开工，2017年完工。 